# Wohnhaus Bremer Straße 25
Das Wohnhaus Bremer Straße 25 in der niedersächsischen Stadt Bremervörde wurde zum Ende des 19. Jahrhunderts gebaut. Aktuell (2025) wird es zum Wohnen und gewerblich genutzt.
Das Gebäude steht unter Denkmalschutz (siehe auch Liste der Baudenkmale in Bremervörde).

## Geschichte und Beschreibung
Bremervörde war um 1000 Sitz der Wasserburg Vörde an der Oste und gehört zum Landkreis Rotenburg (Wümme). Eine Stadterweiterung fand im späten 19. und frühen 20. Jahrhundert statt.
Das eingeschossige traufständige verklinkerte Gebäude mit ziegelgedecktem Krüppelwalmdach und mittlerem Giebelrisalit zur Straße mit Freigespärre wurde 1898 (a) gebaut. Die Fassade wurde durch Traufgesimse und segmentbogige Fenster gestaltet.
Das Landesdenkmalamt befand u. a.: „… für die Villenbebauung um 1900 charakteristische Merkmale und ist in seiner Ausprägung beispielhaft, auch als Schauwert für die Bau- und Kunstgeschichte.“